# Kosmos (film)
Pour les articles homonymes, voir Kosmos.
Pour plus de détails, voir Fiche technique et Distribution.
Kosmos (en turc : Kosmos) est un film dramatique turco-bulgare écrit et réalisé par Reha Erdem, sorti en 2010, avec Sermet Yeşil dans le rôle principal.

## Synopsis
Un voleur est accueilli dans un petit village frontalier isolé par la neige et est considéré à présent par la population comme thaumaturge, après avoir rendu la vie à un garçon à demi-noyé.

## Distribution
- Sermet Yeşil (tr) : Kosmos
- Türkü Turan : Neptün
- Serkan Keskin : Kahveci
- Hakan Altuntas : Yahya
- Akin Anli : Ilhan
- Sencer Sagdiç : Tahir
- Korel Kubilay : Baldiz
- Cüneyt Yalaz : Yüzbasi
- Suat Oktay Senocak : 1. Koylu
- Asil Buyukozcelik : 2. Koylu
- Nadir Saribacak : 3. Köylü
- Murat Deniz : 4. Koylu
- Saygin Soysal : Imza Karsiti Genç

## Production
Le film a été tourné à Kars, en Turquie.